# Bibliothèque publique de Pontevedra
La Bibliothèque Publique de Pontevedra Antonio Odriozola située à Pontevedra (Espagne) est la bibliothèque provinciale de l'État dans la province de Pontevedra et fait partie du Réseau des bibliothèques publiques de Galice et du réseau des bibliothèques publiques de l'État (BPE). Sa gestion a été transférée à la Communauté Autonome de Galice par le biais du département de la culture de la Xunta de Galice.
Elle est dédiée à Antonio Odriozola Pietas (1911-1987) né en 1911 à Vitoria. Il s'est installé à Pontevedra en 1964, où il a mené à bien une grande partie de son travail de bibliographe, de chercheur et d'érudit.

## Localisation
La bibliothèque publique de Pontevedra est située au numéro 3 de la rue Alfonso XIII, tout près du Pont de la Barque.

## Histoire
La bibliothèque publique de Pontevedra a été créée en 1848, lorsqu'elle a reçu les anciennes collections confisquées des monastères et des couvents supprimés par le Désamortissement. Elle a été installée dans le lycée provincial d'enseignement secondaire, dans l'ancien Collège des Jésuites, ouvrant ses portes le 2 février 1849.
Tout au long de son histoire, elle a eu plusieurs emplacements. Dans un premier temps, en 1907, elle se trouvait au Palais de la Députation de Pontevedra, puis aux archives de l'office provincial des Finances et, enfin, au Lycée Valle-Inclán en 1931. En 1960, elle a été transférée dans la Maison Fonseca, alors appelée Maison de la Culture, partageant des espaces avec les Archives historiques de la Province de Pontevedra.
Afin de mettre fin à la situation d'espace insuffisant et de pénurie dont souffrait la Maison Fonseca et la bibliothèque, et après avoir examiné plusieurs emplacements possibles, le 7 septembre 1984, le ministère de la culture a acheté un terrain utilisé comme garage par la compagnie de bus La Unión, dans la rue Alfonso XIII. Le ministère de la culture y a construit un nouveau bâtiment de cinq étages pour la bibliothèque (sous-sol, rez-de-chaussée et quatre étages).
Le projet a été réalisé par l'architecte du ministère de la Culture Julio Simonet Barrio. Il a conçu un bâtiment de 3 300 mètres carrés répartis sur cinq étages, avec trois salles de lecture pouvant accueillir 200 personnes chacune, une salle de réunion et de conférences, une phonothèque et une salle d'exposition, ainsi que quatre grandes salles de stockage d'une capacité totale de 280 000 livres. À la fin de l'année 1987, la bibliothèque a déménagé à cet endroit et le bâtiment a été inauguré le 21 janvier 1988.
En 1989, la gestion de la bibliothèque a été transférée à la Xunta de Galice.
Le 28 avril 1995, la bibliothèque publique de Pontevedra a été baptisée du nom d'Antonio Odriozola, en hommage à son travail de bibliographe et de chercheur dans les collections de la bibliothèque.

## Collections
La bibliothèque dispose d'une bibliothèque pour enfants organisée par âge, d'une bibliothèque de littérature pour adultes, d'une section de livres informatifs organisée par CDU (Classification Décimale Universelle), d'une section de référence, d'une collection locale sur des thèmes et des auteurs de Pontevedra, y compris le Dépôt légal, d'une bibliothèque de journaux et de  documents audiovisuels, d'une section de bandes dessinées de tous genres (aventures, romans graphiques, humour, fantastique, science-fiction). La collection est complétée par la collection spéciale du fonds patrimonial constitué tout au long de son histoire, et une collection accessible de matériels spéciaux adaptés aux utilisateurs handicapés.

### Fonds particuliers
La bibliothèque possède également les fonds suivants:
- Fonds de la collection de la Société Archéologique de Pontevedra et de la collection Casto Sampedro.
- Livres en hommage à Antonio Losada Diéguez.
- Bibliothèque Muruais (1946), avec des ouvrages français et anglais sur la littérature et l'art (surtout du XIXe siècle).
- Une partie de la bibliothèque des sœurs Mendoza.
- Une partie de la bibliothèque du professeur Carlos Villar.
- La bibliothèque possède 10 incunables, 20 manuscrits et 1849 livres rares des XVIe siècle, XVIIe siècle et XVIIIe siècle.

## Services
La bibliothèque offre les services suivants:
- Consultation en salle de lecture.
- Prêts (individuels, collectifs et interbibliothèques).
- Prêt d'ordinateurs portables et de lecteurs de livres électroniques.
- Recherche et/ou section locale.
- Service d'Information et de Référence (informations générales et informations bibliographiques et de référence).
- Formation des utilisateurs.
- Visites guidées.
- Service de reproduction de documents (photocopie).
- Salles de travail de groupe; salle de réunion et de conférences; salle d'exposition (possibilité de réserve de salles).
- Bibliothèque accessible.

La bibliothèque propose aussi des services de bibliothèque électronique, entre autres: accès au catalogue du Réseau Galicien de Bibliothèques, accès aux documents électroniques sur support physique, accès public à Internet, service Wi-Fi et bureautique.
La bibliothèque de Pontevedra réalise également des activités telles que des expositions et des présentations bibliographiques, activités d'apprentissage (langues, bureautique, navigation sur Internet, etc.) ou l'encouragement à la lecture et des clubs de lecture.

## Galerie de photos

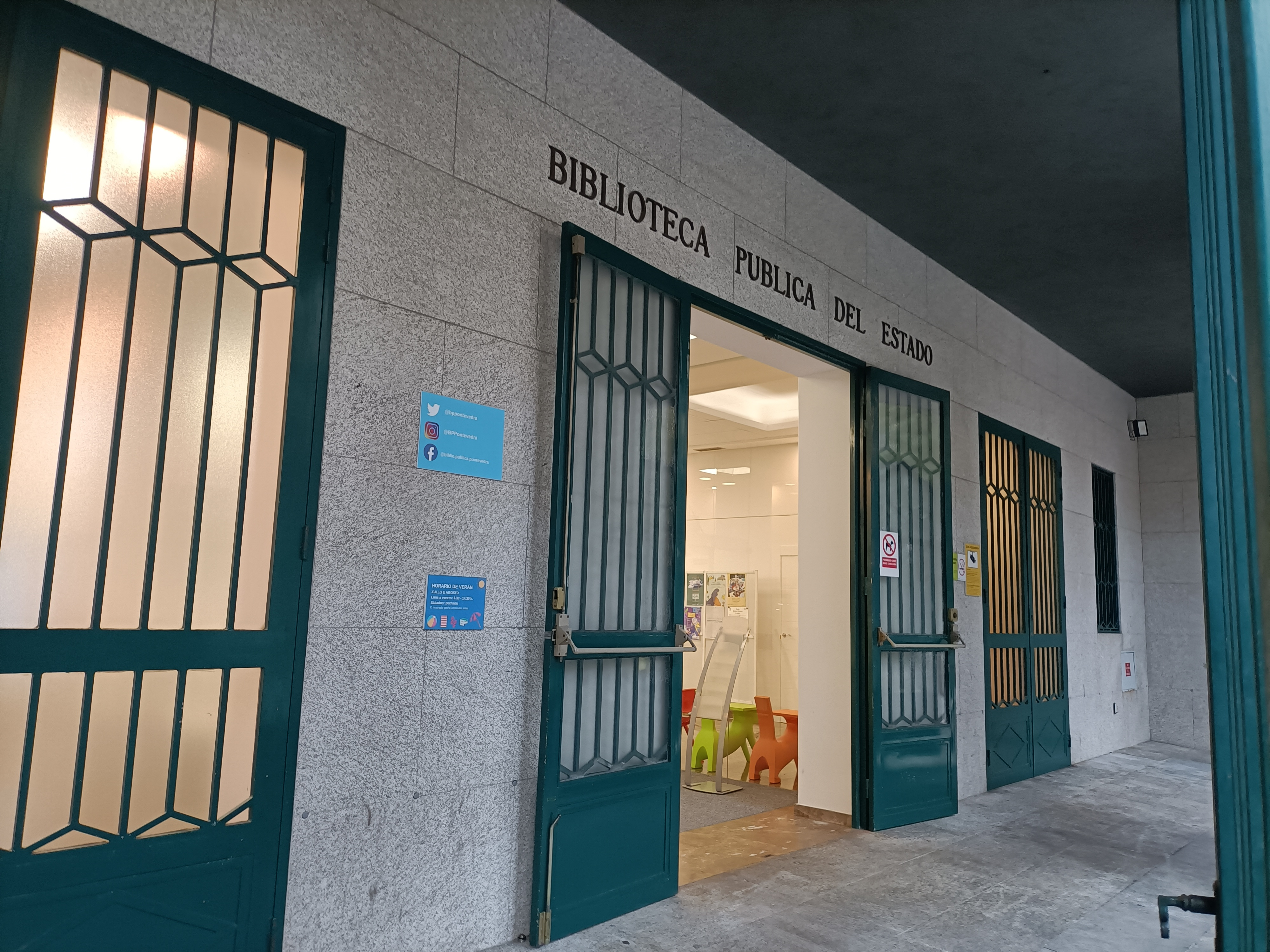
Entrée
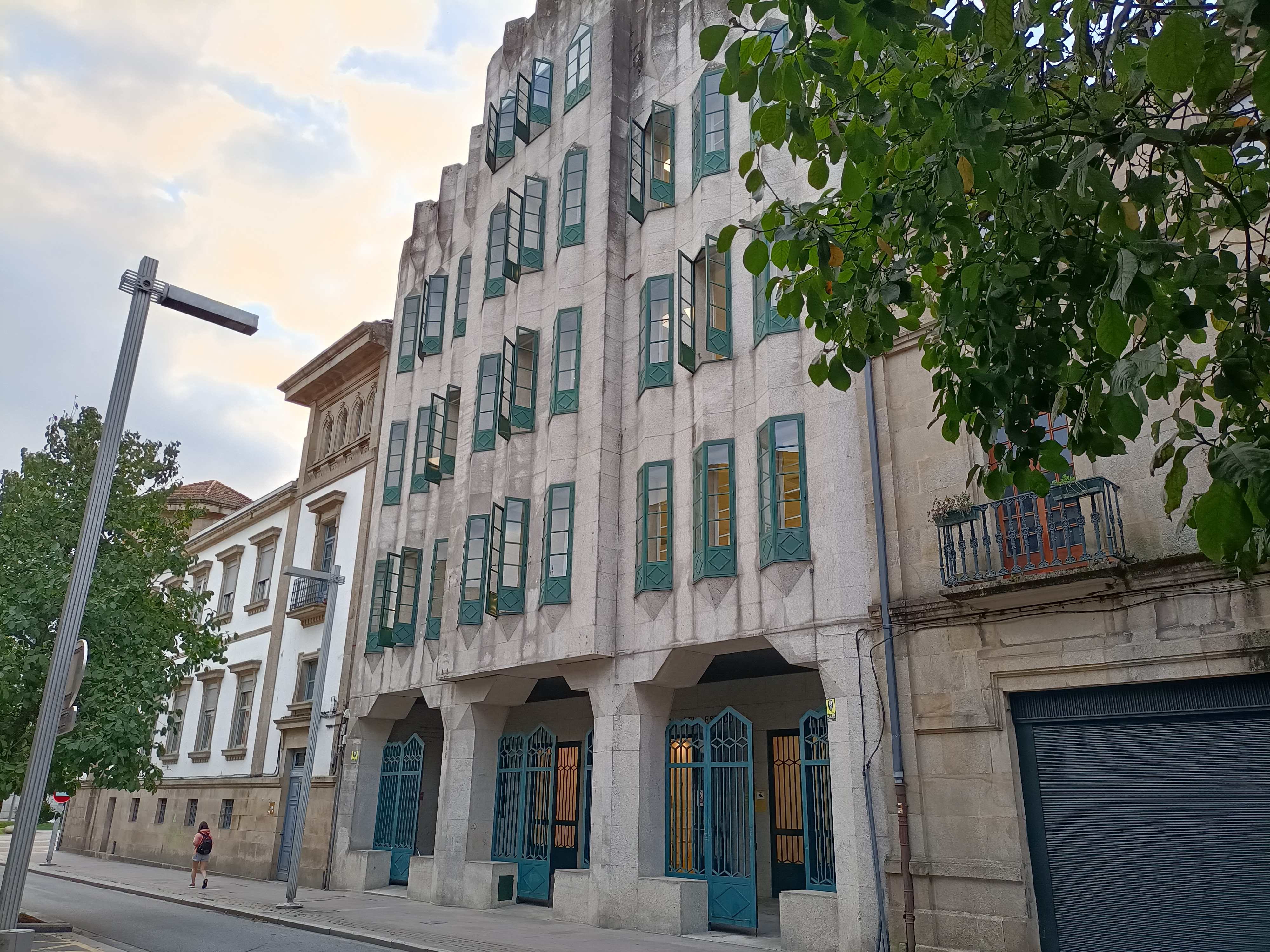
Façade rue Alfonso XIII
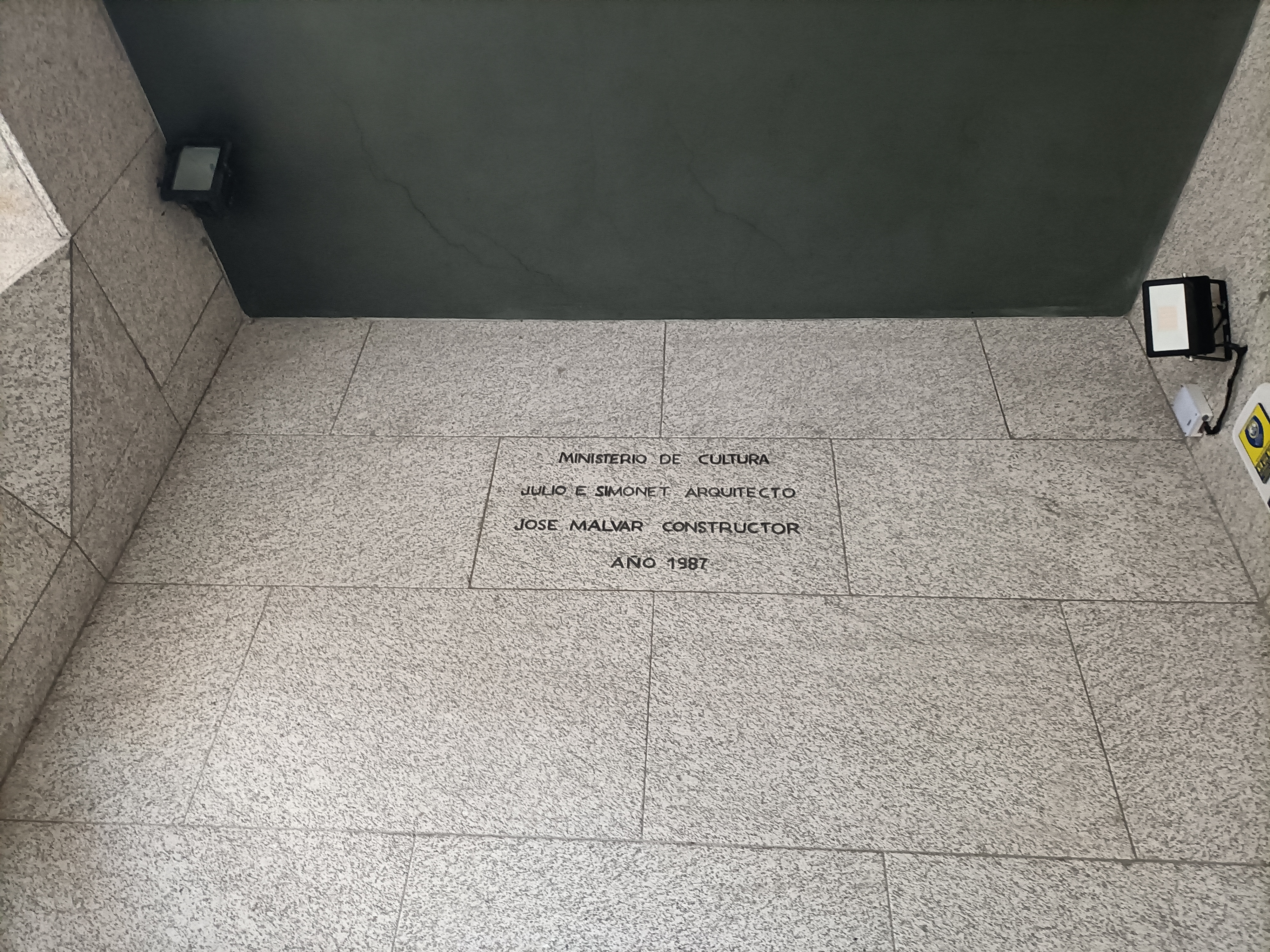
Inscription avec le nom de l'architecte et l'année 1987
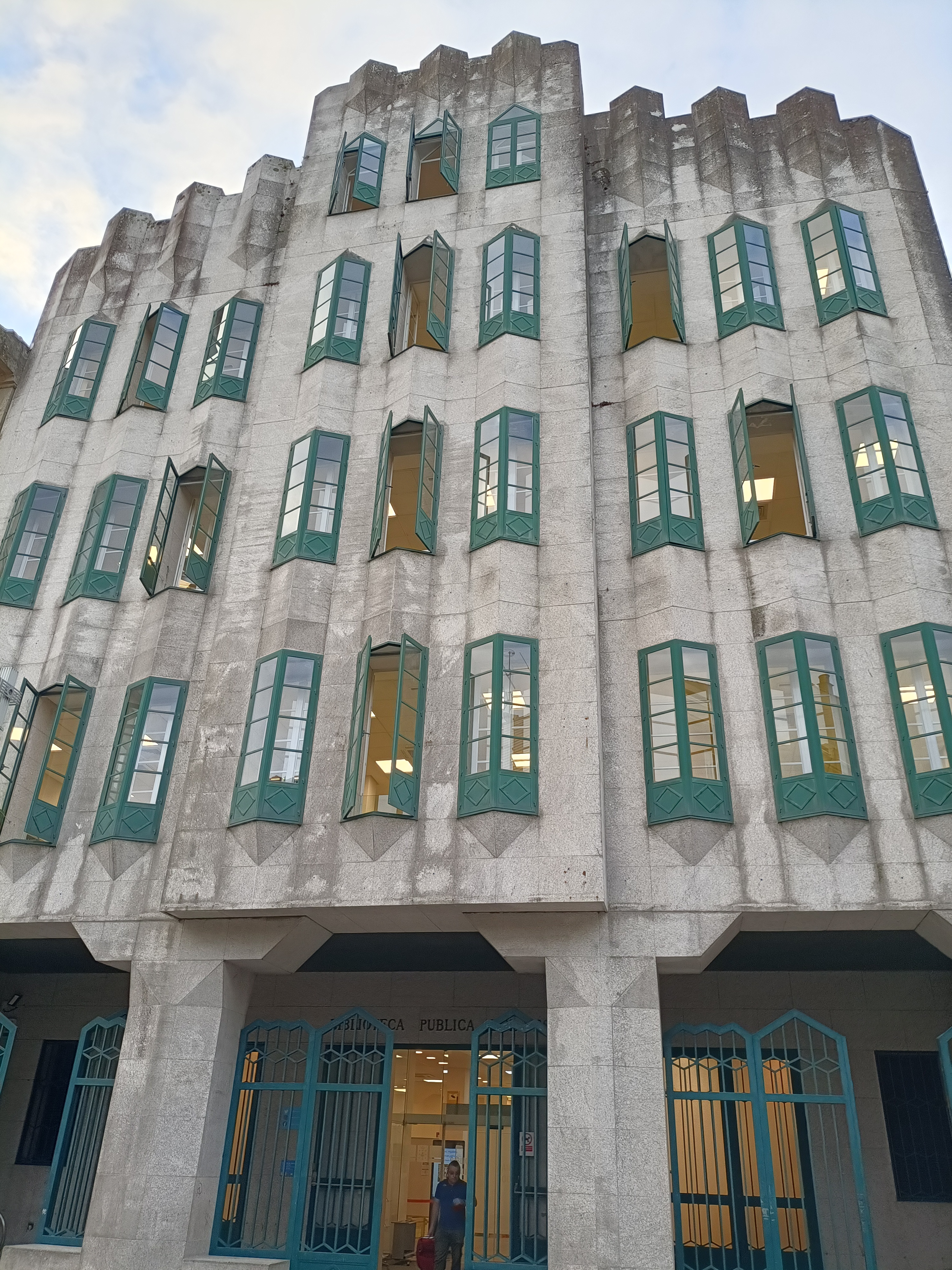
Façade
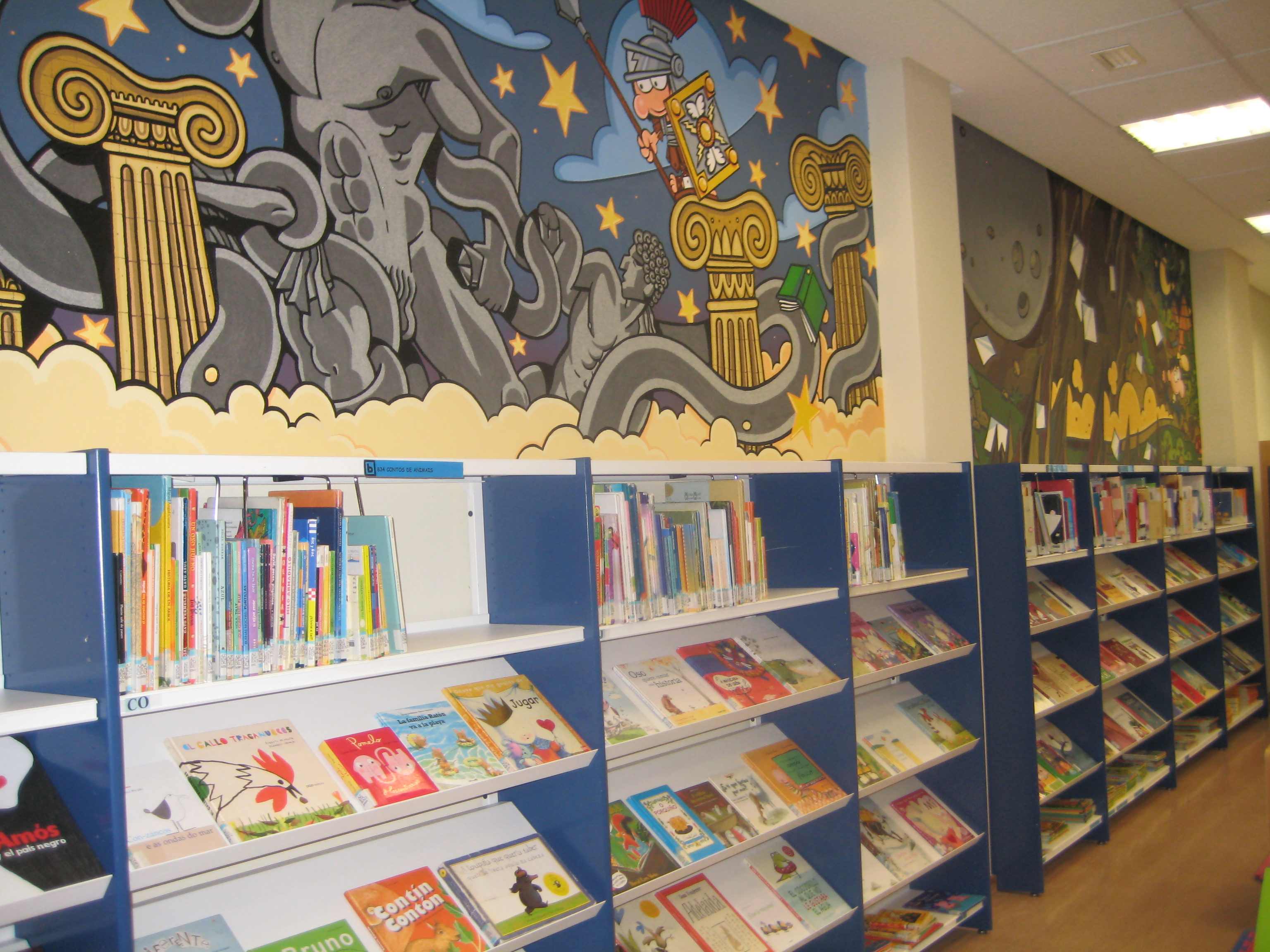
Salle pour enfants au premier étage

## Voir également
- Bibliothèques Publiques de l'État (Espagne)